# MacronLeaks
 (janvier 2023).
Améliorez-le ou discutez des points à vérifier. 
Les MacronLeaks ou Macron Leaks sont une affaire politique française constituée par le piratage de l'équipe de campagne du candidat à l'élection présidentielle française de 2017, Emmanuel Macron. Des pirates d'origine inconnue ont rendu publics, deux jours avant le vote du second tour, plus de 20 000 courriers électroniques liés à la campagne. La France accuse le renseignement russe en avril 2025 d'être à l'origine de cela, ainsi que la cyberattaque contre TV5 Monde en 2015.

## Contexte

### Campagne présidentielle française
L'élection présidentielle française de 2017 voit Emmanuel Macron soutenu par le parti nouvellement créé En Marche !, arrivé en tête du premier tour. Il fait face à Marine Le Pen, du Front national, à l'occasion du second tour, programmé pour le 7 mai. L'élection a été caractérisée par un mécontentement généralisé à l'égard du mandat du président François Hollande et de l'« establishment » gouvernemental français tout entier.
Cette élection est marquée par l'opposition mise en scène entre le camp macroniste, souvent présenté comme étant le tenant d'un libéralisme mondialiste optimiste, et le camp lepéniste, présenté, lui, comme le tenant d'un populisme d'extrême droite fermé à la mondialisation. Après une série d'événements considérés comme des contrecoups nationalistes ou isolationnistes à la mondialisation, comme le référendum sur le Brexit ou l'élection de Donald Trump, de nombreux observateurs internationaux ont considéré l'élection française comme une possible nouvelle victoire des antimondialistes. Les positions anti-immigration, anti-OTAN et anti-Union européenne de Marine Le Pen lui ont permis d’obtenir un large soutien de personnalités politiques et de militants d'extrême droite, et ce jusqu’aux États-Unis. Des médias russes, comme Russia Today ou Sputnik News ont régulièrement présenté la candidate du Front national sous un jour positif, mettant en avant ses positions d'apaisement des relations entre l’Occident et la Russie. Aux États-Unis, le président Donald Trump a salué les positions de Marine Le Pen à plusieurs reprises,.

### Précédents et ingérence
Durant la campagne présidentielle, de très nombreux trolls emploient le pollupostage de mèmes et la publication en grande quantité d’éléments de désinformation afin de présenter Macron comme une « marionnette mondialiste » et un partisan de l'immigration islamique,. La stratégie n’est alors déjà pas nouvelle, car elle avait été mise en place avec un certain succès lors de l'élection présidentielle américaine de 2016. Des légions d'internautes et de robots pro-Trump avaient polluposté sur les médias sociaux comme ce fut le cas lors de l’épisode des fuites du Comité national démocrate en 2016 et les fuites des courriels de John Podesta, prétendument avec l'aide du Kremlin,,,. Selon Mike Rogers, directeur de la National Security Agency, des responsables américains de la sécurité nationale avaient mis en garde le gouvernement français contre la probabilité de tentative d’ingérence de hackers.
Le 9 mai, deux jours après l'élection d’Emmanuel Macron, Mike Rogers, directeur de la NSA, déclare lors d'un témoignage sous serment devant le Sénat américain qu'il avait été mis au courant des tentatives russes de piratage de l'infrastructure électorale française, sans toutefois mentionner l'identité des auteurs du piratage .

## Fuite

### Piratage et mise en ligne
Alertée depuis longtemps des risques, l'équipe de la campagne numérique d'Emmanuel Macron, menée par Mounir Mahjoubi, a ralenti le travail des pirates par la technique du cyber-blurring (floutage numérique), en mettant volontairement à leur disposition de fausses informations (création de dizaines de milliers de faux courriels et de faux mots de passe).
Le 5 mai 2017, deux jours avant le vote du second tour, au moins neuf gigaoctets de données sont mis en ligne sur un site anonyme de partage de fichiers, Pastebin, à l'aide d'un profil du nom 'EMLEAKS'.  

### Médiatisation
L’équipe de campagne d'Emmanuel Macron affirme avoir été la cible d'un « piratage massif » le 5 mai. Cette publication est faite quelques heures avant que la campagne ne prenne fin, comme le prévoit la loi électorale française. Cette obligation légale a empêché Macron de fournir une réponse aux informations dévoilées, mais a aussi limité la couverture médiatique de la fuite.  
Les courriels piratés, au nombre de 21 075, ainsi que d'autres données, sont rapidement affichés sur le forum anonyme 4chan. Ils sont partagés par des militants de droite, notamment le complotiste américain Jack Posobiec, sur Twitter.  
La fuite se propage rapidement sous le hashtag #MacronLeaks sur Twitter et Facebook. Ce hashtag est fortement stimulé par des programmes informatiques (des bots) qui propagent l'information. Les comptes qui relaient le hashtag le plus activement sont proches des réseaux trumpistes et pro-russes. Durant les trois heures et trente premières minutes de la fuite, le hashtag est apparu 47 000 fois sur le réseau social. Sur le compte Twitter de Jack Posobiec, le hashtag a été retweeté 87 fois en moins de cinq minutes, indiquant l'utilisation probable de robots. WikiLeaks a mentionné les fuites dans les tweets suivants 15 fois, contribuant à la propagation de la nouvelle. En peu de temps, le hashtag #MacronLeaks devenait un top tweet en France et figurait en bannière de la page d'accueil du site conservateur Drudge Report. Les dix comptes les plus actifs à utiliser le hashtag #MacronLeaks ont publié plus de 1 300 tweets en un peu plus de trois heures. Un seul de ces comptes a publié 294 tweets en deux heures. Une analyse a prouvé que le hashtag a été mentionné plus souvent par les comptes américains que par les comptes français, mais que les messages étaient écrits plus souvent en français qu'en anglais,. 
Les fuites ont attiré l'attention des médias, ce qui en a fait un cas d'école du journalisme d'investigation, en raison de la rapidité avec laquelle la nouvelle du piratage s'est répandue sur internet. L'implication de robots et de spammeurs en grand nombre a suscité des doutes sur une éventuelle implication du gouvernement russe. Les courriels publiés sur 4chan, ont été partagés par WikiLeaks et plusieurs activistes américains de l'Alt-right via des réseaux sociaux, dont Twitter et Facebook.

### Contenu des courriels
Un examen des courriels par le site d'information Numerama a décrit ces documents comme « tout à fait banals », ces derniers dévoilant « ce qui semble être le contenu d’un disque dur et plusieurs courriels de collaborateurs et responsables politiques d’En Marche »[source insuffisante]. Parmi les documents qui ont fait l'objet de fuites, il y avait des « notes de synthèse, des factures, des emprunts dont les montants sont loin d’être délirants, des recommandations et autres réservations, au milieu, bien entendu, d’échanges strictement personnels et privés — notes personnelles sur la pluie et le beau temps, mail de confirmation pour l’édition d’un roman, réservation d’une table entre amis, etc. ».

## Réactions

### En Marche
En réponse au piratage, Emmanuel Macron a déclaré que cette opération relevait manifestement « de la déstabilisation démocratique, comme cela s'est déjà vu aux États-Unis pendant la dernière campagne présidentielle » et que les pirates avaient mélangé des documents falsifiés avec des documents authentiques, « pour semer le doute et la désinformation ». Emmanuel Macron a affirmé que ces courriels ont été obtenus illégalement et que de faux documents y ont été ajoutés afin de créer « de la confusion et de la désinformation »,. 

### Front national
Le vice-président du Front national Florian Philippot et conseiller de Marine Le Pen a déclaré dans un tweet : « Les #MacronLeaks apprendront-ils des choses que le journalisme d’investigation a délibérément tues? Effrayant ce naufrage démocratique. ».

### Commission électorale française
La commission électorale française a averti les médias du pays que la publication des courriels ou leur discussion si près de l'élection constituerait une violation de la loi et a publié une déclaration enjoignant à la société française de ne pas partager ces informations : « À la veille de l'élection la plus importante pour nos institutions, la commission appelle toutes les personnes présentes sur les sites internet et les réseaux sociaux, principalement les médias, mais aussi tous les citoyens, à se montrer responsables et à ne pas transmettre ce contenu, afin de ne pas dénaturer la sincérité du vote . » 

### Agence nationale de la sécurité des systèmes d'information
Le 1er juin 2017, Guillaume Poupard, directeur de l'Agence nationale de la sécurité des systèmes d'information française (ANSSI), a déclaré dans une interview à l'Associated Press que le piratage « était si générique et si simple qu'il aurait pu être fait pratiquement par n'importe qui ».

### Congrès américain
Le sénateur américain Mark Warner a présenté cet événement comme un nouvel élément pouvant être lié à l'enquête de la commission du renseignement du Sénat américain sur les soupçons d’ingérence russe dans les élections de 2016 aux États-Unis. Le gouvernement russe a rejeté toute allégation d'intervention dans des processus électoraux à l’étranger.

## Conséquences

### Effets sur l'élection
Publiés à l'origine sur le site de partage de fichiers Pastebin.com, les courriels n'ont eu que peu ou pas d'effet sur le vote final puisqu'ils ont été mis en lignes quelques heures avant le début d’une pause électorale légale de 44 heures qui est requise par la loi électorale française,. La fuite n’a vraisemblablement pas eu d'impact sur les résultats de l’élection qui a vu Emmanuel Macron être élu avec 66,10 % des suffrages. 

### Enquête de la DGSI et de la justice française
La DGSI a ouvert une enquête sur le piratage peu après l'élection.
Selon le journal Le Monde, les auteurs des MacronLeaks restent inconnus en 2019, en raison d'éventuelles faiblesses dans l'enquête judiciaire, comme dans celle de l'ANSSI. L'exécutif semble avoir privilégié le recours aux services secrets, ainsi que la voie diplomatique. La même année, une étude publiée par Le Monde et Wired tend à accréditer la thèse que deux groupes de hackers liés aux services de renseignement russes étaient derrière l'opération de collecte et de diffusion des courriels,.
En 2025, le ministre des affaires étrangères français attribue les attaques subies par la France depuis les MacronLeaks au GRU, plus particulièrement au groupe de hackers appelé APT28. L'enquête de l'ANSSI permet même de déterminer que derrière APT28 se trouve l'unité 20728 du 166e centre de recherche du GRU, unité basée à Rostov-sur-le-Don.

### Enquête de Flashpoint
À la suite d’une évaluation de la société américaine de cybersécurité Flashpoint, cette dernière a déterminé avec une « confiance modérée » que le groupe derrière le piratage et la fuite était bien APT28. Ce groupe est mieux connu sous le nom de « Fancy Bear », un groupe de pirates informatiques soupçonné d’entretenir des relations avec le renseignement militaire russe. Les métadonnées extraites des fichiers divulgués ont révélé le nom de « Georgy Petrovitch Rochka », probablement un pseudonyme, qui renverrait à un sous-traitant en renseignement basé à Moscou.

### Plainte
Une procédure pour recel de piratage informatique est engagée contre le média La Lettre A, qui avait publié plusieurs articles complets à partir des données publiées. Cette plainte pour « recel d'atteinte à un système de traitement automatisé de données » après cet article s'appuyant sur des éléments tirés des « MacronLeaks » a été très commentée,. Le procureur chargé de l'affaire a décidé de ne pas poursuivre le directeur de la publication.